# Eremopola orana
Eremopola orana is een vlinder uit de familie uilen (Noctuidae). De wetenschappelijke naam is voor het eerst geldig gepubliceerd in 1848 door H. Lucas.
De soort komt voor in Europa.